# Merodontina insula
Merodontina insula is een vliegensoort uit de familie van de roofvliegen (Asilidae). De wetenschappelijke naam van de soort is voor het eerst geldig gepubliceerd in 2000 door Scarbrough & Hill.